# Angler Sattelschwein
L'angler sattelschwein (porc noir à ceinture blanche d'Angeln) est une race porcine d'Allemagne du Nord. Elle est classée dans les races domestiques en danger extrême d'extinction.

## Origine
Au XIXe siècle, la région du Schleswig-Holstein était une région de pêche et d'élevage laitier. La race landrace noire et blanche était élevée pour apporter un complément financier en dépit de ses défauts : croissance lente et faible fertilité. Des éleveurs ont fait venir d'Angleterre des reproducteurs berkshire et tamworth, pour améliorer la production locale. 
En 1920 et 1926, quelques éleveurs de Süderbrarup choisissent un reproducteur Wessex Saddleback pour sa ressemblance avec la race landrace locale. En 1929, les éleveurs de porc noir et blanc se fédèrent pour acheter des verrats et les rendre disponible à la monte naturelle et la race est reconnue avec un registre généalogique dédié en 1937. La race est populaire dans les années 1950 avec le développement de la consommation locale de saucisse. Par la suite, la recherche de viande maigre a fait chuter les effectifs. Un certain renouveau  provient de la redécouverte de produits traditionnels de qualité par opposition à la viande issue d'élevages industriels.
Les effectifs sont faibles avec une fourchette de 60 à 120 individus depuis vingt ans. Le land de Schleswig-Holstein aide financièrement l'association des éleveurs afin de sauvegarder un troupeau suffisant pour perdurer sur le long terme. Elle est inscrite à la liste des races menacées par la Gesellschaft zur Erhaltung alter und gefährdeter Haustierrassen.

## Morphologie

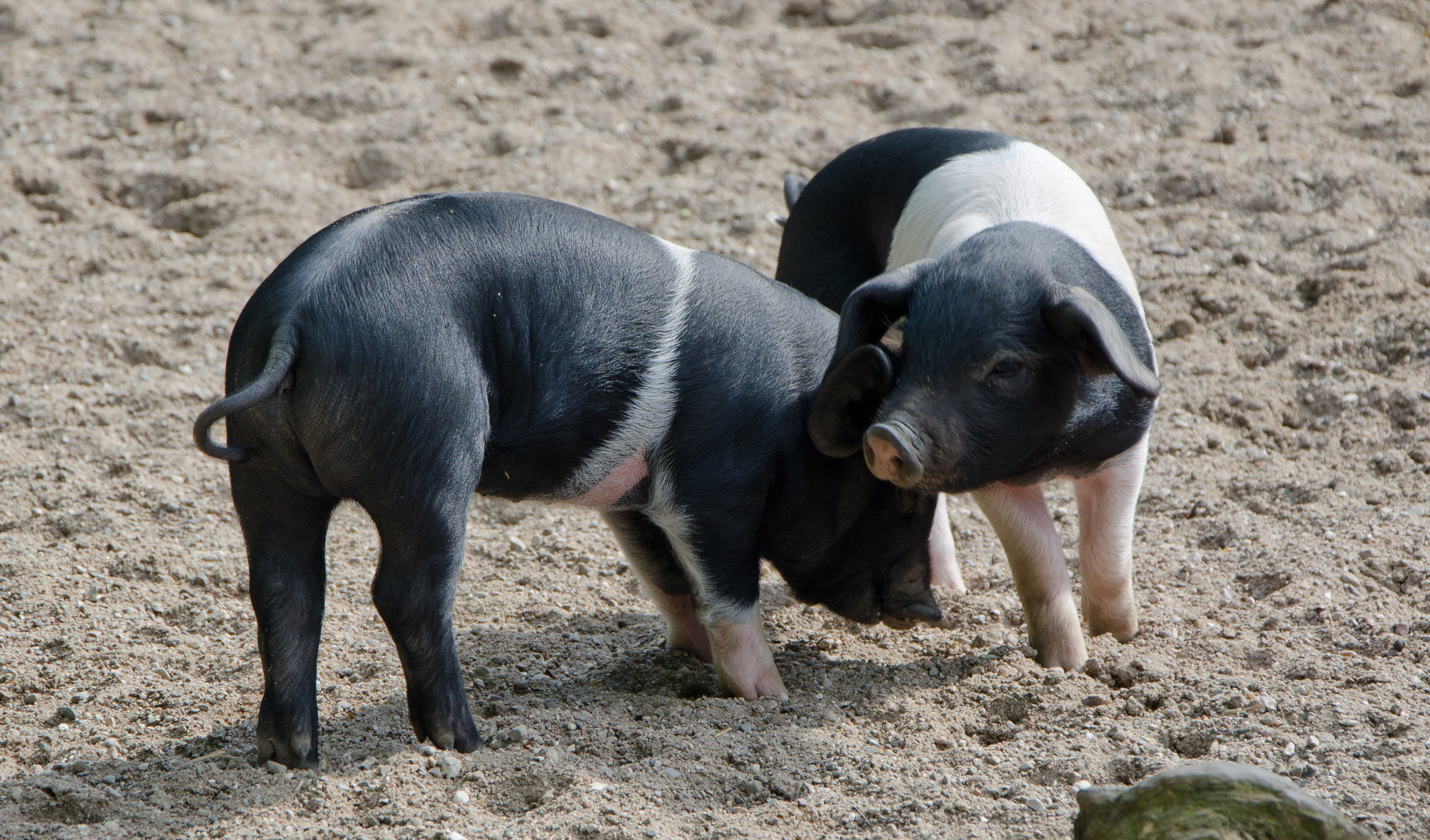
Porcelets angler sattelschwein.

Les animaux sont noirs, avec une ceinture abdominale blanche incluant les pattes avant. La largeur de la bande blanche est très variable, d'une simple ligne à plus de la moitié du corps jusqu'aux pattes arrière. Les grandes oreilles tombantes couvrent les yeux.
Les femelles mesurent en moyenne 85 cm pour une masse allant jusqu'à 300 kg.

## Aptitudes
C'est une race rustique bien adaptée à l'élevage extensif et à la commercialisation en vente directe. Elle supporte l'élevage en plein air une partie de l'année.
La truie est fertile et bonne laitière, amenant une bonne proportion de porcelets au sevrage. Ces derniers ont une bonne vitesse de croissance pour une race ancienne.